# SAMO©
(Jean-Michel Basquiat, intervista al Village Voice, 1978)
SAMO© è lo pseudonimo che utilizzarono i due writer Jean-Michel Basquiat e Al Diaz a New York dal 1978 al 1980.
Il nome proviene da un gioco di parole, nasce un giorno in cui i due stanno fumando marijuana alla City-as-School di New York, Basquiat lo inventa dalla sigla delle parole "Same Old Shit", letteralmente "sempre la stessa merda", intesa come l'erba che fumano.

## Storia

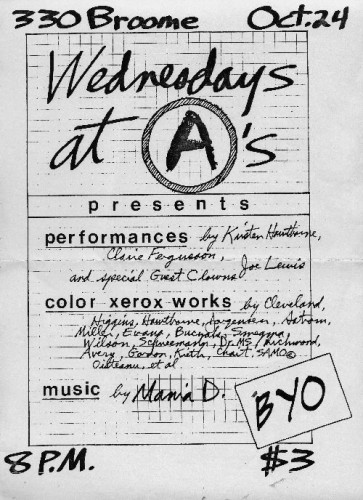
SAMO© color xerox work exibition at A´s, Arleen Schloss, New York City, 1979

Il nome viene reso pubblico per la prima volta nel 1977, quando Basquiat scrive un pezzo per il giornale scolastico, una novella in cui un ragazzo di nome Harry Sneed fa un patto con un santone di nome Quasimodo Jones, che gli promette un'ispirazione spirituale "moderna ed elegante". Il ragazzo rifiuta però tutto quello che gli viene proposto: la filosofia zen, il cattolicesimo, l'ebraismo ed il leninismo, un'ipotetica religione fondata sul "messia beat" Lenny Bruce; viene sedotto solo dalla religione SAMO, in cui "facciamo tutto quello che vogliamo sulla Terra e poi confidiamo nella grazia di Dio con la scusa che non lo sapevamo". Con il componimento nascono le prime frasi ad effetto che seguono l'esigua vita di SAMO: "SAMO è tutto", "SAMO è la religione che non ti fa sentire in colpa". La storia viene seguita da una campagna pubblicitaria disegnata, oltre che da Basquiat e Diaz, anche da altri due compagni di scuola, Shannon Dawson e Matt Kelly, distribuita come pamphlet.
La vera natura di SAMO si rivela però solo nel maggio 1978, quando Basquiat e Diaz (che era già stato un writer con lo pseudonimo di Bomb-1) cominciano a spargere la tag per SoHo e TriBeCa, nel quartiere newyorkese di Manhattan; da quel momento alla tag viene accostato il simbolo del copyright, a cui Basquiat è particolarmente legato. Da quel momento la scritta SAMO© diventa famosa per la downtown newyorkese quanto il "bambino radiante" di Keith Haring, attirando l'attenzione dei giornali locali: il SoHo News pubblica le foto dei graffiti, invitando il responsabile a farsi avanti, ma i due vendono la storia al Village Voice per 100 dollari. Le tag sono sempre accompagnate da frasi ad effetto spesso apparentemente senza senso, inventate dai due, secondo Diaz erano "un modo per prendere in giro la falsità": "SAMO come la fine della religione che ti lava il cervello, della politica inconcludente e della falsa filosofia", SAMO come clausola liberatoria", "SAMO salva gli idioti", "SAMO come la fine del punk in vinile", "SAMO come alternativa al fare arte con la setta radical-chic finanziata dai dollari di papà", "SAMO come espressione dell'amore spirituale", "SAMO per la cosiddetta avanguardia".
Basquiat e Diaz fanno pesante uso di droghe, e sono usi a bravate eclatanti: un pomeriggio fingono di rapinare un negozio di Downtown, ma solo dopo che tutti i clienti sono a terra si accorgono che i due non hanno in mano pistole, ma bottiglie di Seltz, quello stesso anno i due lasciano la scuola senza conseguire il diploma. Dopo aver lasciato la scuola i due cominciano a frequentare l'ambiente della School of Visual Arts senza però iscriversi o avere alcun permesso, la scuola è frequentata anche da Keith Haring, che allora, come dichiara lui stesso, è un fan di SAMO©, e scopre che quello pseudonimo è usato da Basquiat proprio in quella scuola, e così i due cominciano a frequentarsi. La coppia Basquiat-Diaz si separa nel 1980, per diverbi personali tra gli artisti; tra le altre cose Diaz è disposto a concedere interviste con la stampa, ma solo in forma anonima, mentre Basquiat vuole prendersi il merito di SAMO©, dichiarando pubblicamente chi ne sono gli autori. Da quel momento la tag viene utilizzata ancora per poco da Basquiat, che anziché le solite frasi filosofiche scrive solamente "SAMO is dead" ("SAMO è morto") per un breve periodo di tempo, prima di abbandonarlo definitivamente.